# Elche de la Sierra
Elche de la Sierra es un municipio español situado al sureste de la península ibérica, en la provincia de Albacete, dentro de la comunidad autónoma de Castilla-La Mancha. Se encuentra en el límite oriental de la antigua sierra de Alcaraz y en la actual mancomunidad de servicios de la sierra del Segura, a 101 km de la capital provincial. Cuenta con 3596 habitantes (INE 2024).
Comprende las pedanías de Fuente del Taif, Horno Ciego, Peñarrubia, Peralta, Vicorto, Villares, Derramadero y Puerto del Pino.

## Geografía
|                         | Norte: Aýna, Liétor      |                     |
| Oeste: Molinicos, Yeste |                          | Este: Liétor, Férez |
|                         | Sur: Yeste, Letur, Férez |                     |

Al estar en el centro de la comarca, Elche de la Sierra solo limita con localidades de la mancomunidad de servicios de la Sierra del Segura. Por el norte limita con Aýna, por el sur con Letur, por el este con Liétor y Férez y por el oeste con Molinicos y Yeste.

## Historia
En época prerromana y romana fue un enclave importante, como corroboran los notables restos arqueológicos encontrados en sus inmediaciones. Tuvo, con casi total seguridad, categoría de municipio romano puesto que de aquí procede la inscripción conmemorativa (CIL II 3538) de una donación de Gallio Fusciano a la edificación, reparación o acondicionamiento de una curia. La alusión a tal espacio certifica la presencia de un municipum y, con ello, Elche de la Sierra sería uno de los enclaves más importantes de la región, en esa época, junto a la colonia Libisosa o Illinum, también de probada condición municipal; posiblemente Laminio, municipio flavio de controvertida localización aunque es factible que estuviera dentro de los actuales límites provinciales; y otras conocidas por las fuentes antiguas, aunque se desconoce su estatus, como Saltigi (Chinchilla), Caput Fluminis Anae, Parietinis, Ad Palem, etc. Dentro del apartado epigráfico, también se conocen, como procedentes de aquí, las lápidas de Licinio Gallión y Lucio Emilio Flavo. En las inmediaciones de la localidad, se ha situado la tumba del general cartaginés Amílcar Barca, aunque existe un polémico debate sobre la ubicación exacta, entre cuyas opciones también se barajan Elche (Alicante) e incluso Belchite (Zaragoza).
Durante la Edad Media constituía el límite oriental del Alfoz de Alcaraz, creado por el rey de Castilla Alfonso VIII tras la reconquista del territorio en el año 1213. Fue continuamente disputado por la encomienda de la Orden de Santiago a lo largo de toda su historia.
Fue aldea de Alcaraz hasta el año 1565, en que Aýna obtuvo el privilegio de villazgo. A partir de esa fecha, Elche de la Sierra dependió de Aýna.
En el siglo XVIII Elche de la Sierra era todavía una aldea con una gran población, así lo atestigua la construcción de su gran iglesia parroquial.
En 1812, durante la Guerra de la Independencia contra los franceses, se establecieron en la villa las autoridades de la Junta Provincial de Defensa de la provincia de La Mancha como el lugar que más seguridad ofrecía - incluso que Alcaraz que era la capital de la comarca-. Mantuvo, a su vez, la guarnición de Tercer Ejército de La Mancha.
Se declaró villa (de conformidad con el artículo 310 de la Constitución de Cádiz) 1812, y con el Decreto clxiii, de 23 de mayo de 1812, sobre Formación de los Ayuntamientos Constitucionales con el nombre de Elche de la Sierra. Posteriormente, tras fijar la correspondiente división de términos, se segregó totalmente de Aýna, villa de la que era dependiente.
Hacia 1820, esta población tenía alcalde oficial y 2267 habitantes, incluidos los de su jurisdicción.
Elche de la Sierra se estableció como municipio independiente en la época del reinado de Fernando VII, durante el Trienio Liberal.
En 1917 se inaugura el Teatro Aguado, con la obra "Agua, azucarillos y aguardiente", que se incendiaría en 1994, permaneciendo cerrado hasta 2015 en que se reabrió. Durante los años que estuvo cerrado, el grupo de teatro local "Mielsobrehojuelas", se vio obligado a realizar sus representaciones en la contigua Casa de la Cultura.
Durante la guerra civil española, el municipio sufre los ataques de ambos bandos y las penurias del conflicto bélico. En el momento en que estalla el Golpe de Estado en España de julio de 1936, Elche de la Sierra pertenecía a la zona republicana, cayendo a la zona nacional en 1939.Tras la guerra, hay que reconstruir la ermita, varias partes del interior de la iglesia de Santa Quiteria y los pasos del Calvario. Durante los años que dura la contienda (1936, 1937, 1938), no se celebran las fiestas de septiembre.
En 1964 nace una de las tradiciones más populares del municipio: las alfombras de serrín. Un grupo de personas pertenecientes a unos cursillos de cristiandad, asumiendo la propuesta de Francisco Carcelén, comienzan a elaborar las primeras alfombras con motivo del día del Corpus. Este grupo lo formaban: Mejías Merenciano González, José Mª Rodríguez “Pinocho”, Ángel Ariza Ruiz, José Rodríguez “El de Tomás”, Juan Palacios, Manuel Gamo Olivares “El de la Imprenta”, Manuel Gomariz “El hijo del Rojo”. José Jiménez Sánchez “El de Virgilio”, Antonio Fernández Álvarez “Navalón”, Braulio Rubio Clavijo, José Córcoles, Fernando Carreto, Francisco Carcelén y Daniel Potamio Domínguez. El serrín fue regalado por la serrería de Manuel Gomariz y la de Furio Roldán, las anilinas las regalaron Salvador Madrid “El de los cuadros” y D. Daniel Potamio.

## Demografía
Cuenta con una población de 3596 habitantes (INE 2024).
| Gráfica de evolución demográfica de Elche de la Sierra entre 1842 y 2021 |
| |
| Población de derecho según los censos de población del INE Población de hecho según los censos de población del INEEn 1845 disminuye el término del municipio porque independiza a Molinicos el 14/06/1845 |

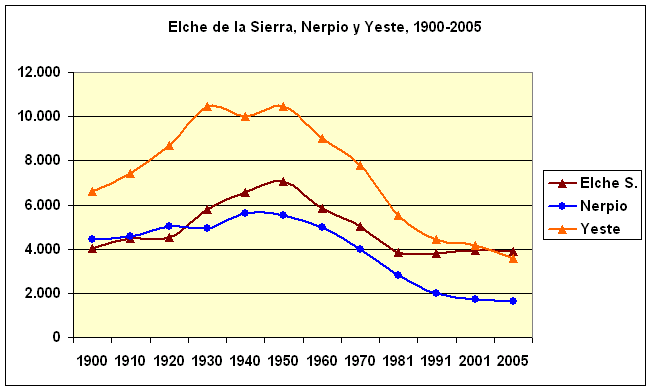
Comparativa demográfica entre Elche de la Sierra, Nerpio y Yeste.

Elche de la Sierra sufrió el decremento emigratorio general en toda la sierra del Segura, con un periodo de estabilización en las décadas de 1980 y 1990 y un total demográfico apenas inferior al de 1900 (en el conjunto de la sierra, la media de 2005 es un 45 % inferior a la de 1900). El caso más semejante en la zona es el de un municipio próximo, Socovos.
Como ocurre en todos los municipios españoles desde la crisis de 2008, la población ha descendido levemente, debido al retorno de los inmigrantes a sus países de origen y, también, por la emigración de jóvenes españoles al extranjero.

### Comunicaciones
- Desde el Levante: desde Murcia y Alicante se accede a la población a través de la autovía A-30 hasta Hellín (salida Hellín Sur) e incorporándose a la CM-412 durante 34 kilómetros. Desde Valencia tomar la CM-412 en Almansa, llegar hasta Hellín y posteriormente a Elche de la Sierra.
- Desde el centro: desde Madrid y Albacete se puede llegar a Elche de la Sierra por Hellín (autovía A-30).
- Desde Andalucía: un itinerario interesante sería transcurrir por la N-322 que une Úbeda con Albacete hasta la salida de La Puerta de Segura y Siles. Ya en Siles se accede a la provincia de Albacete por Riópar donde se puede incorporar a la CM-412, para llegar, atravesando el municipio de Molinicos, a Elche de la Sierra después de 37 kilómetros.

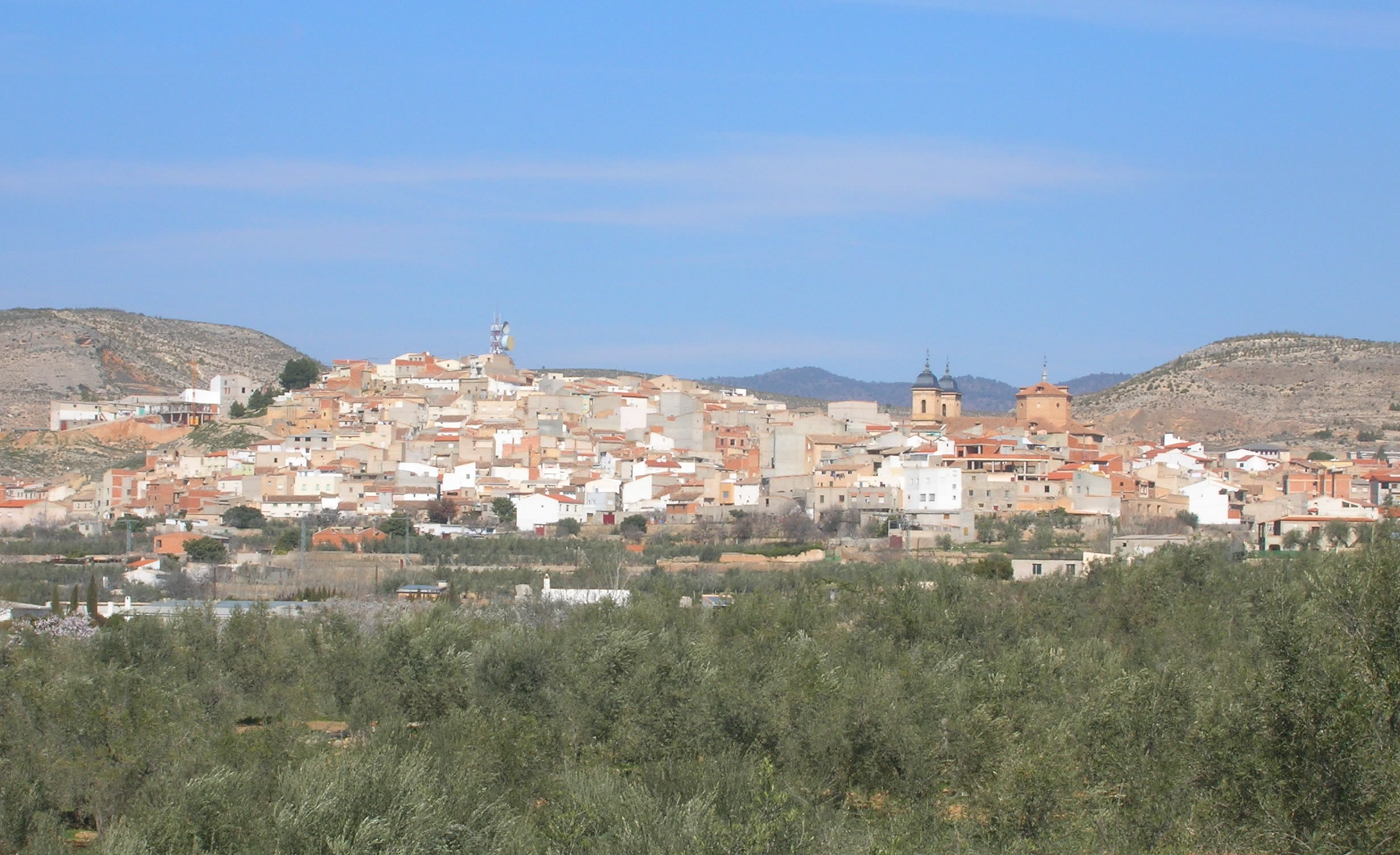
Elche de la Sierra desde la carretera de Murcia.

## Administración y política
El Partido Socialista Obrero Español ha gobernado el Ayuntamiento de Elche de la Sierra con amplías mayorías desde el comienzo de la Democracia y hasta el año 2011, cuando entró a gobernar el Partido Popular. Los resultados de las elecciones municipales de mayo de 2015 devolvieron el triunfo al PSOE, que recuperó sus resultados tradicionales y por solo 39 votos no consiguió la mayoría absoluta. El candidato independiente, tras conseguir el apoyo del PP, se hizo con la Alcaldía. En abril de 2016, el PSOE alcanza un acuerdo con la Agrupación de Ciudadanos Elche de la Sierra (ACES) y Raquel Ruiz López se convierte en la nueva alcaldesa del municipio.
| Partido político                         | 2023-2027 | 2023-2027  |                 |
| Partido político                         | % votos   | Concejales | Número de votos |
| Partido Socialista Obrero Español (PSOE) | 52,03 %   | 6          | 1203            |
| Partido Popular                          | 44,03 %   | 5          | 1018            |
| Vox                                      | 03,16 %   | 0          | 73              |

## Patrimonio

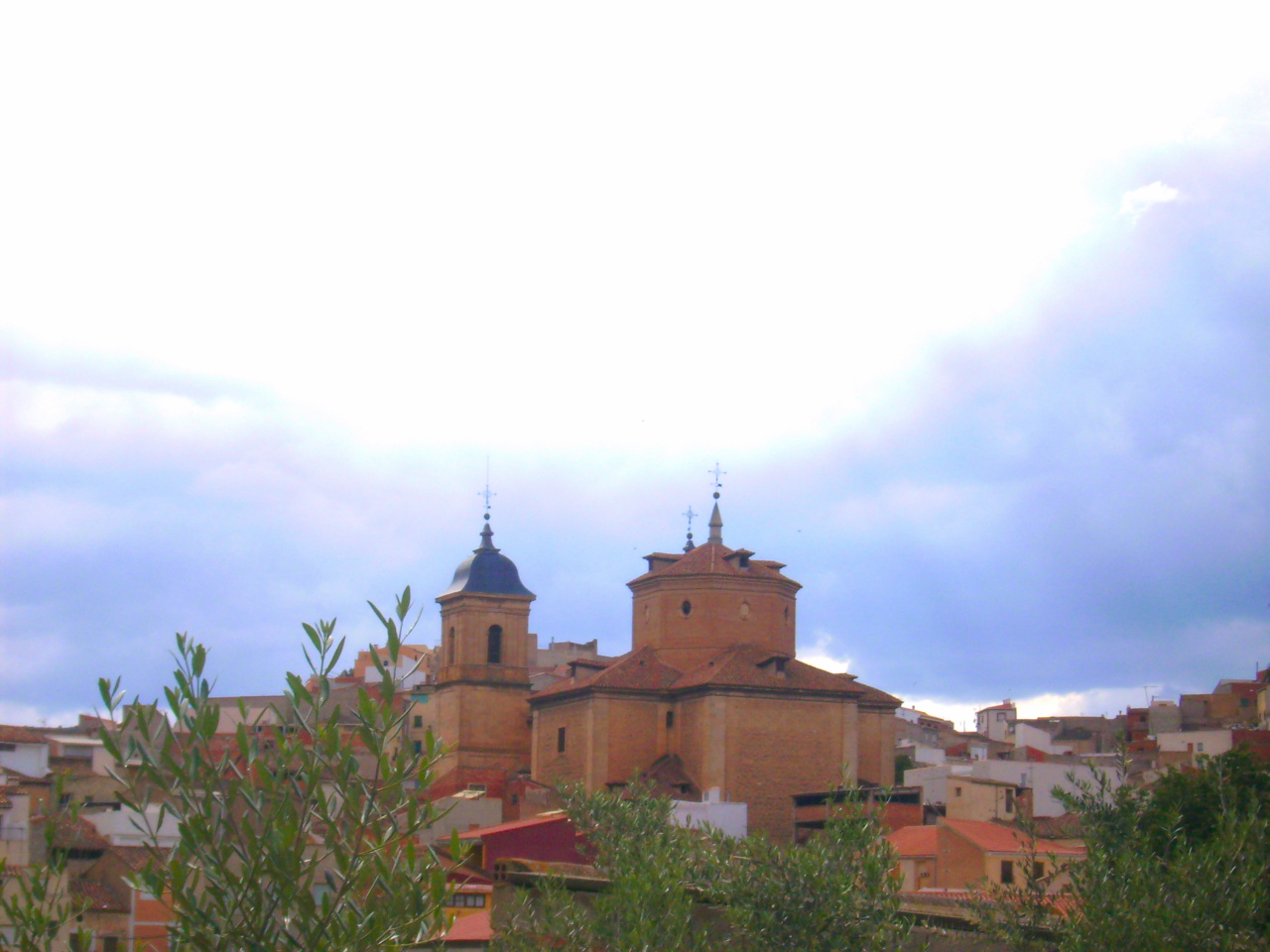
Iglesia de Santa Quiteria de Elche de la Sierra

- Iglesia de Santa Quiteria: este gran edificio neoclásico construido en la década de los ochenta del siglo XVIII fue proyectado por el arquitecto Francisco Pérez Rodríguez sobre la anterior iglesia y dieciséis casas más que fue necesario derribar. La planta única posee 1350 m² de extensión. Su estructura es jesuítica con planta de cruz latina, capillas laterales (cubiertas por cupulillas) unidas entre sí y cabecera plana. El templo tiene dos torres en la fachada y en el retablo que conserva de estilo neoclásico aparece representado el martirio de Santa Quiteria.
- Ayuntamiento: situado en la plaza Ramón y Cajal, la casa consistorial fue construida a principios del siglo XIX. Está construido por dos cuerpos y vanos con arcos de medio punto.
- Los alrededores del pueblo están plagados de multitud de fuentes (El Alamillo, Fuente Hilario, La Poza, Fuente Carrasca...) y bellos parajes naturales, sobre todo los cañones del río Segura en zonas como El Almazarán, La Longuera, Gallego o el barranco Andrés. En todos ellos se puede disfrutar de un baño en las aguas del río Segura.

## Fiestas
- Fiestas de Septiembre: son las fiestas más importantes de la zona y tienen lugar del 15 al 19 de septiembre, y consisten en encierros de toros por una parte cercada del pueblo. Los toros permanecen en el corral Colorao (antiguamente en El Arenalejo) hasta el día 15. Es costumbre por los vecinos del pueblo acercarse al corral a verlos y dar su opinión. La suelta de los novillos (2 por día) se produce por la mañana, los traen andando por el campo hasta que suben al pueblo para el disfrute de los vecinos (de 11 a 13 de la mañana). Al acabar el encierro, la gente se va a comer y más tarde sobre las 17 horas vuelven a soltar a los toros pero esta vez de uno en uno. Tras la suelta de cada animal individualmente, estos son sacrificados en un recinto cerrado y no de cara al público como antes se tenía por costumbre. Todas las noches se organiza una verbena gratuita en la Placeta del Gorrinero desde las fiestas de 2007. Durante los 5 días de festividad los elcheños se organizan en Peñas, un grupo de amigos con un local, donde pasan sobre todo los días de las fiestas.
- San Blas: el día 3 de febrero se honra al patrón del municipio celebrando numerosos actos entre los que destacan la Vuelta a la Peña San Blas y los encierros de San Blas (de menor rango que los de septiembre), que concentran un gran número de personas en la plaza de la Iglesia y la plaza Vieja para ver a los astados. No menos importante para los elcheños es el reparto para todos los vecinos de los rollos de San Blas bendecidos por el patrón y cargados antiguamente en burros (ahora se efectúa en camiones por la mayor comodidad que ofrece).
- Alfombras de Serrín: la noche que precede al día del Señor (Corpus Christi) los vecinos del pueblo realizan alfombras de serrín y viruta consiguiendo bellos mosaicos o retratos de personajes religiosos atrayendo a miles de turistas para contemplar este espectáculo declarado en 2014 de Interés Turístico Nacional coincidiendo con su 50 aniversario.

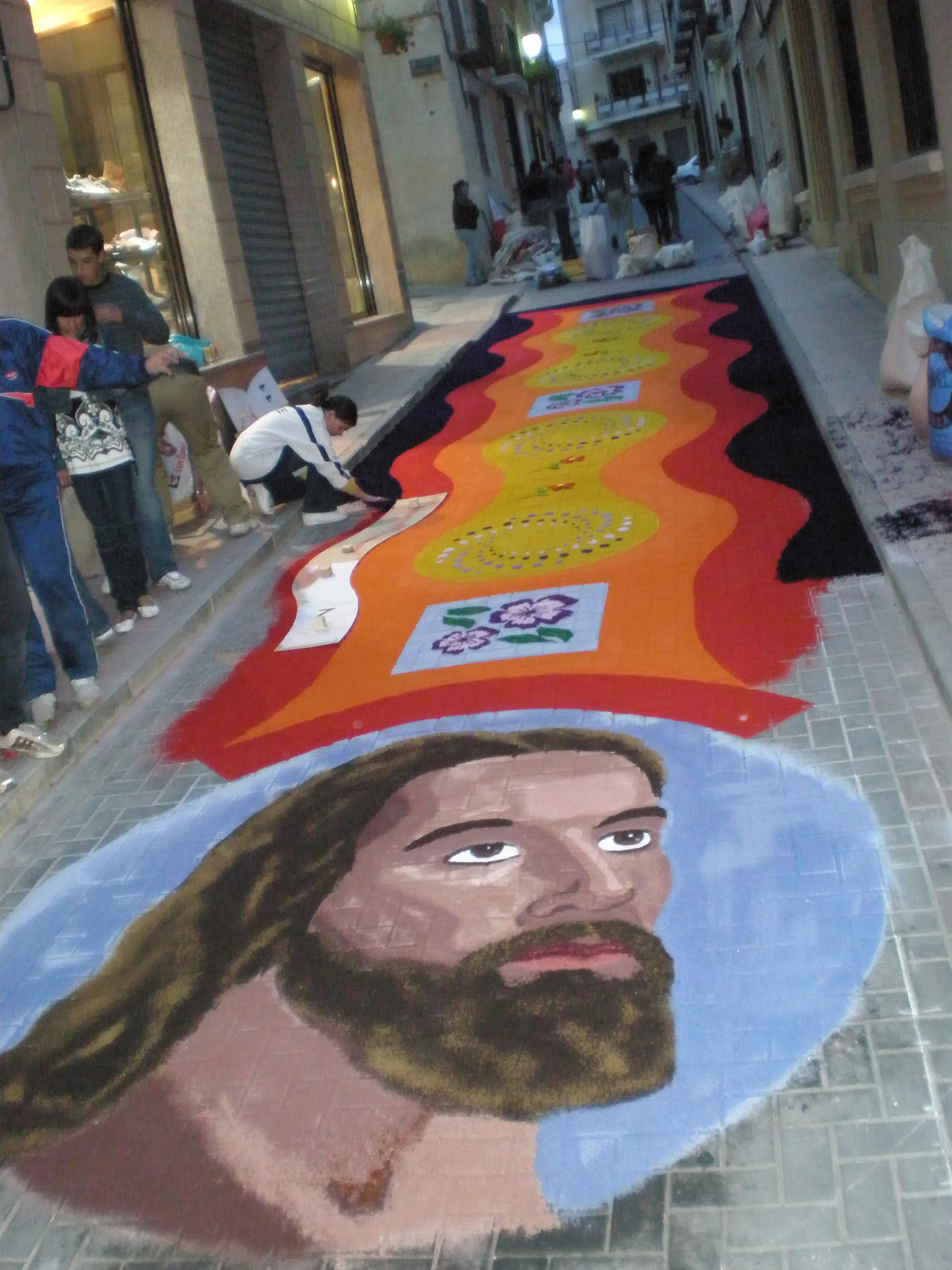
Elaboración de una alfombra de serrín amaneciendo. Junio de 2008.
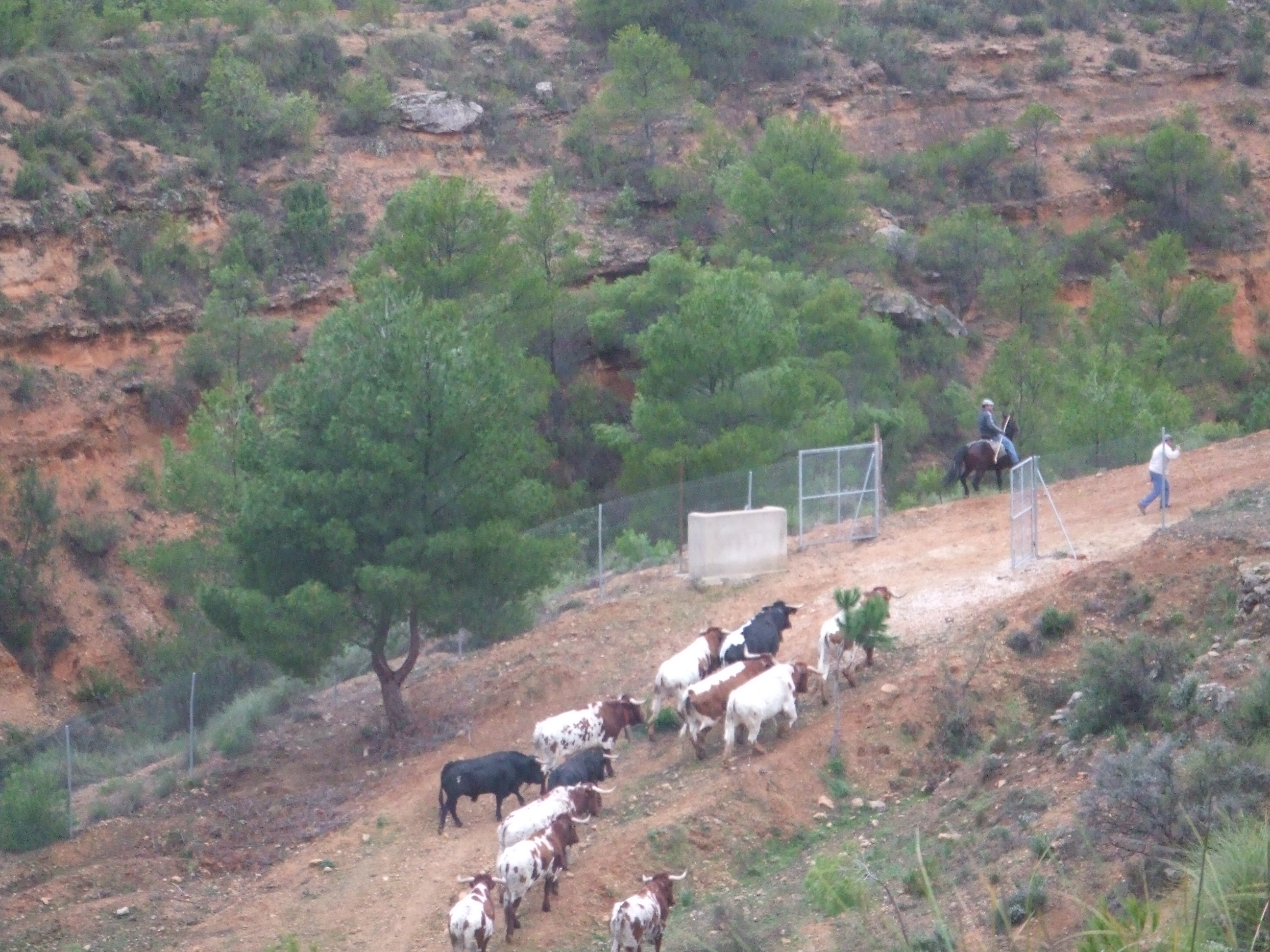
Salida de los toros desde el Corral Colorao para dirigirse al pueblo. Septiembre de 2007.
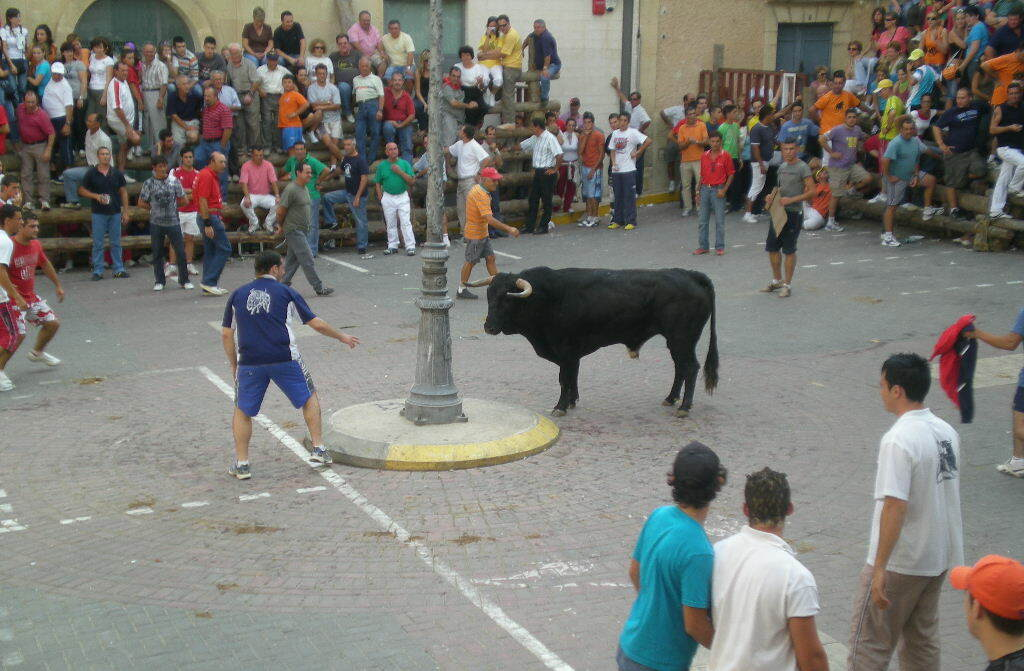
Toro en la Plaza del Ayuntamiento durante las Fiestas de Septiembre.

## Gastronomía
Las comidas típicas de la localidad y en general de toda la comarca son los asados de carne, ajopringue, ajoharina y migas.

## Deportes
El deporte federado en esta localidad destaca por el Club de voleibol del colegio Cristo Crucificado, que cuenta con numerosos equipos en diversas categorías, tanto masculinas como femeninas, cosechando notables éxitos en los últimos años en ligas provinciales y regionales, así como en la Copa de España de Voleibol, lo que conlleva una notable repercusión de este deporte en Elche de la Sierra. Dicho colegio presente también un club de triatlón.
Además, este municipio presenta el equipo de fútbol, el C.D Elche de la Sierra, único equipo deportivo a nivel oficial. Este equipo disputa la Primera Autonómica en el Grupo I.
También es muy popular el atletismo, con dos importantes clubes, el C.A. San Blas  y el Brincacequias (con más presencia en circuitos btt). La vuelta a la peña San Blas constituye la prueba atlética más importante del municipio, coincidiendo con la festividad de San Blas (3 de febrero) y forma parte del circuito de carreras populares de la Diputación de Albacete. Consiste en una exigente carrera de 14,4 kilómetros en la que los corredores disfrutan de la naturaleza serrana a la vez que sufren los importantes desniveles a lo largo del recorrido.
El municipio cuenta en sus instalaciones deportivas con dos pistas de pádel, una de tenis, otra de frontenis (en donde también se practica voleibol), una pista de fútbol sala y un campo de fútbol de césped (el nuevo estadio municipal "La Encantada"). También hay una piscina municipal.

## Ciudades hermanas
- Andrach (España)